# Tropan-Alkaloide

Tropan, der Grundkörper der Tropan-Alkaloide

Die Tropan-Alkaloide sind in der Natur vorkommende giftige organische Verbindungen aus der Gruppe der Alkaloide, die sich chemisch vom Tropan ableiten. Meist handelt es sich um Ester verschiedener Carbonsäuren mit den Tropanolen.

## Vorkommen
Es sind etwa 140 unterschiedliche Tropan-Alkaloide bekannt. Sie kommen vor allem in den Nachtschattengewächsen (Solanaceae), Windengewächsen (Convolvulaceae), Rotholzgewächsen (Erythroxylaceae), Silberbaumgewächsen (Proteaceae) und Rhizophoragewächsen vor. Vereinzelt wurden sie auch in Wolfsmilchgewächsen (Euphorbiaceae) und Kreuzblütlern (Brassicaceae) nachgewiesen.

## Struktur
Bei den Tropan-Alkaloiden handelt es sich vielfach um Ester des 3α-Tropanols (Synonym: Tropin) oder seltener des 3β-Tropanols (Pseudotropin).

3α-Tropanol, Tropin
3β-Tropanol, Pseudotropin

Vom 3α-Tropanol leiten sich die Solanaceen-Alkaloide Atropin (auch (±)-Hyoscyamin, ein Stereoisomerengemisch), das L-(−)-Hyoscyamin und das Scopolamin ab.

Atropin
Hyoscyamin
Scopolamin

Die in den Rotholzgewächsen zu findenden Coca-Alkaloide Cocain und Ecgonin sind dagegen an C-2 funktionalisierte und teilweise veresterte Derivate des 3β-Tropanols.

Cocain
Ecgonin

Auch polyhydroxylierte 3β-Tropanol-Derivate (Calystegine) sind bekannt, diese zeigen eine ausgeprägte Hemmwirkung der Glycosidase.
Häufig finden sich als Begleiter der Tropan-Alkaloide die nicht veresterten Pyrrolidin-Alkaloide, beispielsweise Hygrin und Cuscohygrin.

## Biosynthese
Biosynthetisch entstehen die Tropan-Alkaloide aus Ornithin und Arginin. Über N-Methylputrescin entsteht N-Methylpyrrolin, das seinerseits entweder mit zwei Acetat-Einheiten verknüpft über Methylecgonin zu Cocain führt oder nach Decarboxylierung über Tropinon zu den 3-Tropanolen.
Veresterung von 3α-Tropanol mit Tropasäure (die sich aus der Aminosäure Phenylalanin ableitet) führt zum Hyoscyamin.
Entstehungsort der Tropan-Alkaloide ist die Wurzel der Pflanze; bei den Gattungen Atropa, Hyoscyamus und Datura werden die Verbindungen über den Pflanzensaft in die oberirdischen Teile der Pflanze transportiert und gespeichert.

## Gewinnung
Die Tropan-Alkaloide können durch Extraktion mit Ethanol aus den Pflanzen gewonnen werden. Der Extrakt wird eingedampft, der Rückstand mit Wasser und Salzsäure extrahiert und die als Salze vorliegenden Alkaloide fraktioniert kristallisiert.
Ecgonin wird aus Cocablättern extrahiert und kann durch Veresterung mit Methanol und anschließende Acylierung in Cocain überführt werden.
Tropan-Alkaloide können auch biotechnologisch aus Zellkulturen gewonnen werden. Das mit Hilfe der Zellkultur von Hyoscyamus niger zugängliche Hyoscyamin ist in Scopolamin überführbar. Mit Hilfe transgener Atropa belladonna-Pflanzen konnte die Ausbeute an Scopolamin im Vergleich zu natürlichen Pflanzen gesteigert werden.

## Verwendung
Einige Tropan-Alkaloide sind von pharmazeutischer Bedeutung und finden Verwendung als Mydriatika und Spasmolytika für die Atemwege und den Magen-Darm-Trakt sowie gegen Asthma und als Beruhigungsmittel.

## Tropan-Alkaloide in Babynahrung und anderen Lebensmitteln
Da Tropan-Alkaloide in Pflanzen wie Bilsenkraut, Stechapfel, Engelstrompete oder Tollkirsche vorkommen, die auch auf Getreidefeldern wachsen können, kann es zu einer entsprechenden Verunreinigung der Ernte kommen. Der Öko-Anbieter Alnatura hat aus diesem Grund bereits wiederholt Baby-Nahrungsmittel zurückrufen müssen. Laut Bundesinstitut für Risikobewertung (BfR) sind bislang aber keine Fälle von Gesundheitsschäden durch den Verzehr kontaminierter Erzeugnisse bekannt.
Anfang Juni 2018 musste Popcorn der Netto- und Edeka-Eigenmarken „American Style“ (Netto), „Gut & Günstig“ (Edeka, Marktkauf) und Mitte Juni 2018 „Mike Mitchell“ (Penny) des Herstellers XOX Gebäck GmbH wegen einer erhöhten Menge an Tropan-Alkaloiden bundesweit zurückgerufen werden. Im September 2018 musste die Drogeriekette dm „Paleo Müsli“ der Eigenmarke „dmBio“ zurückrufen, da bei Eigenkontrollen Tropan-Alkaloide nachgewiesen wurden.
In der EU werden die Höchstmengen an Tropan-Alkaloiden in Lebensmitteln durch die Verordnung (EG) Nr. 1881/2006 geregelt. Die jeweiligen Höchstgrenzen hängen dabei vom Erzeugnis ab und orientieren sich auch daran, was durch gute Herstellungspraxis oder gute landwirtschaftliche Praxis erreichbar ist. Für Tropan-Alkaloide gibt es verschiedene – auch von der Verarbeitung abhängige – Grenzwerte (ausgedrückt als Gesamtgehalt an Atropin und Scopolamin) für: Popcornmais, Mais für Endverbraucher, unverarbeitete und verarbeitete Millethirse und Sorghumhirse (5,0 µg/kg), unverarbeiteter und verarbeiteter Buchweizen (10 µg/kg), unverarbeiteter Mais (15 µg/kg), Kräutertee (getrocknet 25 µg/kg, flüssig 0,2 µg/kg) mit Ausnahme von Tees auf Basis von Anissamen (getrocknet 50 µg/kg) Beikost für Säuglinge und Kleinkinder (Atropin 1,0 µg/kg, Scopolamin 1,0 µg/kg).